# 2023-as japán TCR-szezon
A 2023-as japán TCR-szezon a japán TCR-bajnokság ötödik szezonja volt. A szezonnyitó versenyhétvége május 13-án vette kezdetét, míg az évad november 26-án ért véget.
A széria szombati egyéni pontversenyének bajnoki kiírását Inocume Anna nyerte, miután az utolsó előtti fordulóban, a Fuji Speedwayen rendezett versenyen behozhatatlan előnyre tett szert. Ezzel a széria első hölgyversenyzője lett akinek sikerült bajnoki címet szereznie. November 26-án, a Sportsland SUGO versenypályán megrendezett szezonzárón a vasárnapi bajnokság pontversenyét is megnyerte a hölgyversenyző.

## Résztvevők
| Csapat                       | Autó                         | Rajtszám | Versenyző         | Forduló | Forrás |
| ---------------------------- | ---------------------------- | -------- | ----------------- | ------- | ------ |
| KMSA Motorsport N            | Hyundai Elantra N TCR        | 3        | Cshö Dzsongvon    | 3–5     | [ 4 ]  |
| KMSA Motorsport N            | Hyundai Elantra N TCR        | 65       | Kató Maszanobu    | 5       | [ 5 ]  |
| Audi Team Mars               | Audi RS 3 LMS TCR (2016)     | 65       | Kató Maszanobu    | 1–4     | [ 6 ]  |
| Team LeMans                  | Audi RS 3 LMS TCR (2016)     | 7        | Tamada Szeidzsi   | 1–4     | [ 6 ]  |
| Team LeMans                  | Audi RS 3 LMS TCR (2016)     | 7        | Tamada Szeidzsi   | 5[sz]   | [ 7 ]  |
| Team LeMans                  | Audi RS 3 LMS TCR (2016)     | 7        | Otani Tobio       | 5[v]    | [ 7 ]  |
| Birth Racing Project 【BRP】 | Audi RS 3 LMS TCR (2021)     | 17       | Szuzuki Kendzsi   | 1–4     | [ 8 ]  |
| Birth Racing Project 【BRP】 | Audi RS 3 LMS TCR (2021)     | 17       | Kimura Kento      | 5       | [ 7 ]  |
| Birth Racing Project 【BRP】 | Cupra León Competición TCR   | 19       | 'Hirobon'         | 1–2, 5  | [ 6 ]  |
| Birth Racing Project 【BRP】 | Cupra León Competición TCR   | 19       | Szuehiro Takesi   | 3–4     | [ 9 ]  |
| 55MOTO RACING                | Honda Civic Type R TCR (FK7) | 55       | 'Mototino'        | Összes  | [ 6 ]  |
| J'S RACING                   | Honda Civic Type R TCR (FK7) | 69       | Umemotó Dzsunicsi | Összes  | [ 10 ] |
| J'S RACING                   | Honda Civic Type R TCR (FL5) | 690      | Kubota Hideo      | 4       | [ 11 ] |
| Dome Racing                  | Honda Civic Type R TCR (FK7) | 98       | Inocume Anna      | Összes  | [ 12 ] |

Megjegyzések
↑ sz:  Tamada Szeidzsi a szezonzáró hétvégén csak a szombati versenyen vesz részt.
↑ v:  Otani Tobio a szezonzáró hétvégén csak a vasárnapi versenyen vesz részt. 

## Versenynaptár
A versenynaptárat 2023. január 3-án mutatták be. Változás a 2022-es szezonhoz képest, hogy a Fuji Speedwayre csak egy alkalommal látogat el a mezőny, így a versenyhétvégék száma csökkent eggyel.
| Hétvége | Helyszín                      | Dátum         | Pályarajz |
| ------- | ----------------------------- | ------------- | --------- |
| Teszt   | Fuji Speedway                 | március 15.   |           |
|         |                               |               |           |
| 1.      | Suzuka Circuit                | május 13.     |           |
| 1.      | Suzuka Circuit                | május 14.     |           |
| 2.      | Okayama International Circuit | június 10.    |           |
| 2.      | Okayama International Circuit | június 11.    |           |
| 3.      | Mobility Resort Motegi        | augusztus 19. |           |
| 3.      | Mobility Resort Motegi        | augusztus 20. |           |
| 4.      | Fuji Speedway                 | október 7.    |           |
| 4.      | Fuji Speedway                 | október 8.    |           |
| 5.      | Sportsland Sugo               | november 25.  |           |
| 5.      | Sportsland Sugo               | november 26.  |           |
| Forrás  |                               |               |           |

## A bajnokság állása

### Áttekintés
| Szombati pontverseny  | Szombati pontverseny          | Szombati pontverseny  | Szombati pontverseny  | Szombati pontverseny  | Szombati pontverseny         |              | Listavezető | Előny |
| Forduló               | Helyszín                      | Első rajthely         | Leggyorsabb kör       | Győztes versenyző     | Győztes csapat               |              | Listavezető | Előny |
| --------------------- | ----------------------------- | --------------------- | --------------------- | --------------------- | ---------------------------- | ------------ | ----------- | ----- |
| 1                     | Suzuka Circuit                | Inocume Anna          | 'Hirobon'             | Inocume Anna          | Dome Racing                  | Inocume Anna | 8           |       |
| 2                     | Okayama International Circuit | Inocume Anna          | Inocume Anna          | Inocume Anna          | Dome Racing                  | Inocume Anna | 23          |       |
| 3                     | Mobility Resort Motegi        | Szuehiro Takesi       | Szuehiro Takesi       | Szuehiro Takesi       | Birth Racing Project 【BRP】 | Inocume Anna | 14          |       |
| 4                     | Fuji Speedway                 | Inocume Anna          | Inocume Anna          | Inocume Anna          | Dome Racing                  | Inocume Anna | 43[a]       |       |
| 5                     | Sportsland SUGO               | Cshö Dzsongvon        | 'Hirobon'             | Cshö Dzsongvon        | KMSA Motorsport N            | Inocume Anna | 39          |       |
| Vasárnapi pontverseny | Vasárnapi pontverseny         | Vasárnapi pontverseny | Vasárnapi pontverseny | Vasárnapi pontverseny | Vasárnapi pontverseny        | Listavezető  | Előny       |       |
| Forduló               | Helyszín                      | Első rajthely         | Leggyorsabb kör       | Győztes versenyző     | Győztes csapat               | Listavezető  | Előny       |       |
| 1                     | Suzuka Circuit                | 'Hirobon'             | Inocume Anna          | Inocume Anna          | Dome Racing                  | Inocume Anna | 6           |       |
| 2                     | Okayama International Circuit | 'Hirobon'             | Inocume Anna          | Inocume Anna          | Dome Racing                  | Inocume Anna | 20          |       |
| 3                     | Mobility Resort Motegi        | Szuehiro Takesi       | Szuehiro Takesi       | Szuehiro Takesi       | Birth Racing Project 【BRP】 | Inocume Anna | 7           |       |
| 4                     | Fuji Speedway                 | Inocume Anna          | Szuehiro Takesi       | Szuehiro Takesi       | Birth Racing Project 【BRP】 | Inocume Anna | 24          |       |
| 5                     | Sportsland SUGO               | Otani Tobio           | Otani Tobio           | Otani Tobio           | Team LeMans                  | Inocume Anna | 34[b]       |       |

↑ a:  Inocume Anna a szombati pontverseny bajnoki címét a negyedik fordulóban, a Fuji Speedwayen bebiztosította.
↑ b:  Inocume Anna a vasárnapi pontverseny bajnoki címét az utolsó fordulóban a Sportsland SUGO-n szerezte meg.

### Versenyzők
Pontrendszer
| Helyezés | 1. | 2. | 3. | 4. | 5. | 6. | 7. | 8. | 9. | 10. |
| -------- | -- | -- | -- | -- | -- | -- | -- | -- | -- | --- |
| Időmérő  | 5  | 4  | 3  | 2  | 1  |    |    |    |    |     |
| Futam    | 25 | 18 | 15 | 12 | 10 | 8  | 6  | 4  | 2  | 1   |

| Szombati TCR japán sorozat | Szombati TCR japán sorozat | Szombati TCR japán sorozat | Szombati TCR japán sorozat | Szombati TCR japán sorozat | Szombati TCR japán sorozat | Szombati TCR japán sorozat | Szombati TCR japán sorozat | Szombati TCR japán sorozat |
| Poz.                       | Versenyző                  | SUZ                        | OKA                        | MOT                        | FUJ                        | SUG                        | Pont                       |                            |
| -------------------------- | -------------------------- | -------------------------- | -------------------------- | -------------------------- | -------------------------- | -------------------------- | -------------------------- | -------------------------- |
| 1.                         | Inocume Anna               | 1                          | 1                          | Ki2                        | 1                          | 4                          | 108                        |                            |
| 2.                         | Kató Maszanobu             | 34                         | 35                         | 34                         | Ni                         | 32                         | 69                         |                            |
| 3.                         | 'Hirobon'                  | 2                          | 43                         |                            |                            | 23                         | 58                         |                            |
| 4.                         | 'Mototino'                 | 5                          | Ki2                        | 23                         | 5                          | 7                          | 52                         |                            |
| 5.                         | Szuehiro Takesi            |                            |                            | 1                          | 23                         |                            | 51                         |                            |
| 6.                         | Umemotó Dzsunicsi          | 6                          | 24                         | Ki                         | 4                          | 6                          | 50                         |                            |
| 7.                         | Szuzuki Kendzsi            | 43                         | 5                          | 5                          | 65                         |                            | 45                         |                            |
| 8.                         | Cshö Dzsongvon             |                            |                            | 6†                         | 7                          | 1                          | 44                         |                            |
| 9.                         | Tamada Szeidzsi            | 7                          | 6                          | 4                          | 8                          | 8                          | 34                         |                            |
| 10.                        | Kubota Hideo               |                            |                            |                            | 32                         |                            | 19                         |                            |
| 11.                        | Kimura Kento               |                            |                            |                            |                            | 5                          | 11                         |                            |
|                            | Otani Tobio                |                            |                            |                            |                            |                            |                            |                            |
| Poz.                       | Versenyző                  | SUZ                        | OKA                        | MOT                        | FUJ                        | SUG                        | Pont                       |                            |
| Szombati TCR japán sorozat |                            |                            |                            |                            |                            |                            |                            |                            |

| Vasárnapi TCR japán sorozat | Vasárnapi TCR japán sorozat | Vasárnapi TCR japán sorozat | Vasárnapi TCR japán sorozat | Vasárnapi TCR japán sorozat | Vasárnapi TCR japán sorozat | Vasárnapi TCR japán sorozat | Vasárnapi TCR japán sorozat | Vasárnapi TCR japán sorozat |
| Poz.                        | Versenyző                   | SUZ                         | OKA                         | MOT                         | FUJ                         | SUG                         | Pont                        |                             |
| --------------------------- | --------------------------- | --------------------------- | --------------------------- | --------------------------- | --------------------------- | --------------------------- | --------------------------- | --------------------------- |
| 1.                          | Inocume Anna                | 12                          | 12                          | Ki2                         | 21                          | 2                           | 107                         |                             |
| 2.                          | 'Mototino'                  | 3                           | 34                          | 45                          | 45                          | 4                           | 73                          |                             |
| 3.                          | Kató Maszanobu              | 4                           | 23                          | 24                          | Ki                          | 85                          | 60                          |                             |
| 4.                          | Szuehiro Takesi             |                             |                             | 1                           | 13                          |                             | 58                          |                             |
| 5.                          | 'Hirobon'                   | 21                          | 51                          |                             |                             | 3                           | 56                          |                             |
| 6.                          | Umemotó Dzsunicsi           | 65                          | 4                           | 6                           | 64                          | 5                           | 49                          |                             |
| 7.                          | Cshö Dzsongvon              |                             |                             | 3                           | 3                           | 7                           | 39                          |                             |
| 8.                          | Szuzuki Kendzsi             | 5                           | 75                          | 5                           | 7                           |                             | 33                          |                             |
| 9.                          | Otani Tobio                 |                             |                             |                             |                             | 1                           | 26                          |                             |
| 10.                         | Tamada Szeidzsi             | Ki                          | 6                           | 7                           | 5                           |                             | 24                          |                             |
| 11.                         | Kimura Kento                |                             |                             |                             |                             | 64                          | 10                          |                             |
| 12.                         | Kubota Hideo                |                             |                             |                             | Ki2                         |                             | 4                           |                             |
| Poz.                        | Versenyző                   | SUZ                         | OKA                         | MOT                         | FUJ                         | SUG                         | Pont                        |                             |
| Vasárnapi TCR japán sorozat |                             |                             |                             |                             |                             |                             |                             |                             |

Megjegyzés
- † – Nem fejezte be a futamot, de rangsorolva lett, mert teljesítette a versenytáv 70%-át.

### Csapatok
| Helyezés | Csapat                           | SUZ | SUZ | OKA | OKA | MOT | MOT | FUJ | FUJ | SUG | SUG | Pont |
| -------- | -------------------------------- | --- | --- | --- | --- | --- | --- | --- | --- | --- | --- | ---- |
| 1.       | Birth Racing Project 【BRP】 #19 | 2   | 21  | 43  | 51  | 1   | 1   | 23  | 13  | 23  | 3   | 223  |
| 2.       | Dome Racing #98                  | 1   | 12  | 1   | 12  | Ki2 | Ki2 | 1   | 21  | 4   | 2   | 215  |
| 3.       | 55MOTO RACING #55                | 5   | 3   | Ki2 | 34  | 23  | 45  | 5   | 45  | 7   | 4   | 125  |
| 4.       | Audi Team Mars #65               | 34  | 4   | 35  | 23  | 34  | 24  | Ni  | Ki  |     |     | 105  |
| 5.       | J'S RACING #69                   | 6   | 65  | 24  | 4   | Ki  | 6   | 4   | 64  | 6   | 5   | 99   |
| 6.       | Birth Racing Project 【BRP】 #17 | 43  | 5   | 5   | 75  | 5   | 5   | 65  | 7   | 5   | 64  | 99   |
| 7.       | Team LeMans #7                   | 7   | Ki  | 6   | 6   | 4   | 7   | 8   | 5   | 8   | 1   | 88   |
| 8.       | KMSA Motorsport N #3             |     |     |     |     | 6†  | 3   | 7   | 3   | 1   | 7   | 79   |
| 9.       | KMSA Motorsport N #65            |     |     |     |     |     |     |     |     | 32  | 85  | 24   |
| 10.      | J'S RACING #690                  |     |     |     |     |     |     | 32  | Ki2 |     |     | 23   |
| Poz.     | Csapat                           | SUZ | SUZ | OKA | OKA | MOT | MOT | FUJ | FUJ | SUG | SUG | Pont |

Megjegyzés:
- † – Nem fejezte be a futamot, de rangsorolva lett, mert teljesítette a versenytáv 70%-át.